# Мстиславский, Иван Фёдорович
Князь Иван Фёдорович Мстиславский (ум. 1586) — русский военачальник, кравчий, наместник, воевода, боярин и член Избранной рады во времена правления Василия III Ивановича, Ивана IV Васильевича Грозного и Фёдора Ивановича.
Из княжеского рода Гедиминовичей-Мстиславских.
Единственный сын боярина князя Федора Михайловича Мстиславского (ум. 1540). Его матерью была Анастасия Петровна, дочь крещеного казанского царевича Петра Ибрагимовича (ум. 1523) и великой княгини Евдокии Ивановны, дочери великого князя московского Ивана III Васильевича. Двоюродный племянник царя и великого князя московского Ивана Грозного. Тесть хана касимовского Симеона Бекбулатовича. Служилый князь с индивидуальным статусом.

## Биография

### Служба Ивану Грозному
В 1541 году пожалован кравчим.
В 1543 году воевода Большого полка в Великих Луках.
В марте 1545 года первый воевода Большого полка в походе в Коломну, в связи с крымской угрозой.
В 1547 году: спальник, в феврале упомянут на свадьбе Ивана Грозного с Юрьевой-Захарьиной Анастасией Романовной, был вторым при сборе боярынь и первым при государевой постели, ездил в свадебном поезде за Государём, был третьим мовником в государевой мыльне, позже в 1547—1548 годах в качестве рынды (оруженосца-телохранителя) сопровождает молодого царя в походе под Коломну.
В 1549 году пожалован в бояре, пользовался особенным расположением Ивана Грозного. В этом же году ходил с Государем во Владимирский и Казанский походы, в ноябре участвовал на свадьбе родного брата царя — князя Юрия Васильевича и княжны Иулиании Дмитриевны Палицкой, был первым у княжной постели, ездил с князем и в мыльню с ним ходил. В апреле 1549 года, первый воевода шестнадцатого Большого полка в шведском походе, в ноябре послан во Владимир собирать войско для Казанского похода.
В 1550 году первый дворовый воевода, ведал детей боярских и ставил сторожей в походе с Государём из Москвы во Владимир и к Казани, под которой стоял с войском на царёвом лугу у Кобан-озера, а после послан первым воеводой в Тулу.
В сентябре 1551 года указано ему идти с полками из Москвы в Можайск для похода к Полоцку, позже первый воевода Большого полка в Коломне, а после первый воевода в Пронске.
В 1552 году при нашествии крымцев к Туле первый воевода Большого полка в Коломне. В мае в казанском походе первый воевода Большого полка, указано собираться ему с войском в Коломне, в июне велено идти с войском к Казани, где в августе встретился с царским войском. Под Казанью охранял полк, определённый ставить вышки для осады города, выходивших из города казанские войска разбил, а сам получил ранение двумя стрелами. Впоследствии разбил внезапно вышедшие из леса татарские войска.
В октябре 1553 года указано ему быть первым воеводой с царём Шихалеем, во время приступа Казани стоял у Арской и Чувашской дорогах для отбития нападений войск, идущих на помощь. Во время болезни царя Ивана Грозного присягнул на верность его сыну — царевичу Дмитрию Ивановичу, а также других к присяге приводил, после царского выздоровления, послан первым воеводой Большого полка в Калугу. С 1553 года он входит в «Ближнюю думу».
В 1554 году первый воевода Большого полка в Одоеве.
В 1555 году послан первым воеводой Большого полка из Владимира в Казань на луговую черемису во время Первой черемисской войны, в июле с полком в Коломне, откуда ходил с Государем против крымцев к Туле, где оставлен первым воеводой.
В 1556 году первый воевода войск правой руки в походе в Калугу, впоследствии направлен первым воеводой Большого полка в Коломну, а в июне в Серпухов.
В сентябре 1557 года первый воевода Большого полка в Калуге, для охранения от прихода крымцев, а после первый воевода Передового полка в Кашире.
В марте 1558 года первый воевода правой руки в Тарусе, в апреле присутствовал на свадьбе двоюродного брата царя — князя Владимира Андреевича и княжны Евдокии Романовны Одоевской, сидел первым за большим государевым столом.
В 1559 году находился в походе против ливонцев, где был первым воеводой Большого полка, где взял г. Алыст, в декабре первый воевода Передового полка против крымцев, которых разбил и выгнал за пределы государства. В этом же году командовал полком правой руки в Тарусе.
В январе 1560 года послан первым воеводой с семью головами к Алысту и порубежным местам, с присланным подкреплением пошёл под Вильян. Вместе с Шуйским взял Мариенбург, покорил Феллин (1560) и долго осаждал Ревель, участвовал в неудачной осаде Вейсенштейна. Оттуда послан к Кесии против князя Курбского, воевод князей Горенского, Телепнёва и Хованского.
В 1561 году первый воевода войск правой руки на берегу Оки.
В ноябре 1562 года первый воевода Передового полка в походе на Литву и Лифляндию, а после первый воевода в Холму.
В 1563 году назван новгородским наместником, в ноябре послан первым воеводой войск правой руки в походе к Полоцку, город взял вместе с князем И. Д. Бельским.
В сентябре 1564 года первый воевода Большого полка в Великих Луках.
В 1565 году первый воевода войск правой руки в Кашире, обратил крымского хана Девлет-Гирея в бегство в окрестностях Болхова, за что пожалован золотым. В этом же году значится вторым в Царской думе о польском мире, сидел вторым за государевым столом при приёме польских послов и упомянут воеводой полка правой руки в Кашире, где упомянут и в следующем году. В этом же году при введении опричнины вместе с боярином князем И. Д. Бельским, по приказу царя, возглавлял Земщину. В это время при царском дворе положение князя Ивана Фёдоровича было достаточно сложным, так как одними из первых жертв опричнины стали его тесть князь А. Б. Горбатый-Шуйский, брат жены князь П. А. Горбатый-Шуйкий и дед жены П. П. Головин, казнённые в 1565 году. В этом же году сгорел московский двор и самого князя.
В 1566—1567 годах он строит себе резиденцию на пожалованных ему царём землях казачьего поселения в Епифани — мощную деревянную Епифанскую крепость.
В июле 1567 года русскими властями были перехвачены грамоты от великого князя литовского и польского короля с приглашением перейти на службу к Сигизмунду II Августу и предлагалось возведение в статус удельных князей, на что не согласился. Во главе земщины был вторым боярином после И. Д. Бельского и назывался «земским боярином». После смерти И. Д. Бельского возглавил Боярскую думу. А. Шлихтинг писал об особом отношении Ивана Грозного к двум виднейшим боярам: «Если кто обвиняет перед тираном этих двух лиц, Бельского и Мстиславского, или намеревается клеветать на них, то тиран тотчас велит этому человеку замолчать, говоря так: „Я и эти двое составляем три московские столпа. На нас троих стоит вся держава“». В сентябре 1567 года первый воевода Большого полка в Коломне «на берегу», и назван Ярославским, Черемошским и Юхотским державцем.
В сентябре 1568 года послан первым воеводой из Боровска в Вязьму для охранения возврата из Польши русских послов и помощи смоленским местам против поляков. Из Вязьмы направлен в Великие Луки, где соединился с царскими войсками, участвовал в государевом совещании о войне против литовцев и поляков, подписался вторым в грамоте о мире с ними. В этом же году первый воевода войск правой руки на берегу Оки от прихода крымцев.
В апреле 1569 года первый воевода правой руки в Коломне «на берегу».
В 1570 году опять на берегу Оки от прихода крымцев и участвовал вторым в Царской думе по вопросу о шведских делах.
В 1571 году послан в связи с крымской угрозой первым воеводою правой руки в Каширу, далее командовал Большом полком в Коломне и «на берегу» Оки, в мае во время осады Москвы крымским войском был первым воеводой войск правой руки на Якиманской улице. Не раз он удачно отражал вторжения крымцев, но в 1571 году хан Девлет I Герай сжёг и разорил Москву. Царь Иван IV Грозный обвинил Мстиславского в измене и только заступничество Освящённого собора, митрополита и духовенства спасло его от казни, давшие поручную грамоту. После гибели князя И. Д. Бельского возглавил Боярскую думу в Земщине.
В 1572 году участвовал первым воеводой Сторожевого полка в зимнем и весеннем царских Новгородских походах против шведов, оставлен первым воеводой в Новгороде, упомянут новгородским наместником и в следующем году.
В 1573 году первый воевода войск правой руки в походе под Пайду, которую взял. Под руководством армии Семёна Бекбулатовича потерпел поражение под Коловерью (Лоде), в бою под Вильно получил новое ранение. В этом же году присутствовал на свадьбе дочери двоюродного брата царя Ивана Грозного, князя Владимира Андреевича — княжны Марии Владимировны и короля Арцымагнуса, сидел первым напротив боярынь. Положение князя Мстиславского в этом году вновь осложнилось в связи с арестом по приказу царя и затем смертью дяди 2-й жены боярина и князя М. И. Воротынского (слуги Мстиславского были подвергнуты пыткам, подтвердив измену своего господина).
В 1574 году послан первым воеводой в Муром против взбунтовавшихся казанцев во время Второй черемисской войны.
В 1575 году первый наместник в Новгороде.
В 1576 году отправляется первым воеводой Большого полка в Серпухов, где упомянут и в следующем году.
В 1577—1578 годах отправляется первым воеводой передового полка в Лифляндию, берёт город Кесь, но не смог его удержать.
В 1578 году назван владимирским наместником.
В 1579 году находился в войсках для похода в Ливонию, но войска не перешли границу Русского государства.
В 1580 году первый воевода Большого полка с князем Симеоном Бекбулатовичем против литовцев и лифляндцев, позже с полком первый воевода в Серпухове, а оттуда отправлен вторым воеводой Большого полка в Волоколамск, куда писали к нему польско-литовские папы о мире между Россией и Польшей. В 1580 году он опять был заподозрен в каких-то «изменных винах».
В 1581 году первый в ответе с польским гонцом и упомянут первым воеводой Большого полка в Зубцове.
В 1582 году первый воевода Большого полка в Серпухове.
В 1583 году сидел первым в «большой лавке» при представлении Государю польских послов.
В 1584 году, судил местничество между князем Ноготковым с Сабуровым. В этом же году своими увещеваниями усмирял в Москве взволновавшийся народ. В январе этого года возглавил войско против мятежников во время Третьей черемисской войны.
Умирающий Иоанн Грозный назначил его первым советником верховной думы, в этом чине он написал письмо в Польшу о кончине царя и восшествии на престол его сына Фёдора Ивановича и продолжении перемирия.

### Служба Фёдору Ивановичу
В 1584—1585 годах член регентского совета при царе Фёдоре Ивановиче. В 1585 году входил в состав придворной партии противников Бориса Годунова, тогда ещё боярина, пытавшихся путём неудавшейся дворцовой интриги отстранить его и его сторонников от власти. По свидетельству современников, обсуждался возможный развод царя Фёдора Ивановича и Ирины Фёдоровны Годуновой и возможной женитьбе царя на дочери Ивана Фёдоровича Мстиславского — Агриппине.
Борис Годунов, друживший перед тем с Иваном Мстиславским, от имени царя наложил на него опалу и сослал его, за участие в заговоре Шуйских и других бояр, в Кирилло-Белозерский монастырь, где он постригся в монахи с именем Иона. Агриппина была насильственно пострижена в монахини под именем Ирина.
Умер в 1586 году находясь в заточении. Погребён 24 июня (4 июля) в семейной усыпальнице князей Мстиславских — в московском Симоновом монастыре, вместе с сыном князем Фёдором.
Князь Иван Фёдорович Мстиславский был образованным человеком, по сообщению английского путешественника Дж. Горсея, проявлял интерес к летописанию. Владел библиотекой, сохранились его пометы на книгах из келейной библиотеки в Кирилло-Белозерском монастыре. По-видимому он был инициатором ведения семейного летописца.

## Семья
Женат дважды:
1. Княжна Ирина Александровна Горбатая (ум. 1566) — дочь князя Александра Борисовича Горбатого-Шуйского. Их дата свадьбы была специально соотнесена с датой первой свадьбы царя Ивана Грозного (3 февраля), что прямо свидетельствовало о близости Мстиславских к царской семье.
2. Княжна Анастасия Владимировна Воротынская — дочь князя Владимира Ивановича Воротынского.

Дети:
- Мстиславский Фёдор Иванович (ум. 1622) — боярин и воевода, последний представитель рода, видный деятель Смутного времени.
- Мстиславский Пётр Иванович.
- Мстиславский Иван Иванович Большой (умер в детстве).
- Мстиславский Иван Иванович Меньшой (умер в детстве).
- Мстиславский Василий Иванович (ум. 1582) — боярин и воевода.
- Анастасия Ивановна (в инокинях Александра) (ум. 1607) — за царем Симеоном Бекбулатовичем.
- Марфа Ивановна — жена князя Василия Кардануковича Черкасского.
- Ирина Ивановна (в инокинях тоже Александра) (ум. 1621) — жена князя Ивана Юрьевича Голицына.
- Агриппина Ивановна (в инокинях старица Ирина) (ум. 1639).